# Butlogłów
Butlogłów (Hyperoodon) – rodzaj ssaków morskich z rodziny zyfiowatych (Ziphiidae).

## Rozmieszczenie geograficzne
Rodzaj obejmuje gatunki występujące we wszystkich oceanach świata.

## Morfologia
Długość ciała 600–1000 cm; masa ciała 6000–10 000 kg.

## Systematyka
Rodzaj zdefiniował w 1804 roku francuski przyrodnik Bernard Germain de Lacépède w publikacji swojego autorstwa dotyczącej historii naturalnej waleni. Gatunkiem typowym jest (oznaczenie monotypowe) butlogłów północny (H. ampullatus).

### Etymologia
- Hyperoodon (Hyprodon, Hyperodon, Hyperdordon, Uperoodon, Hyperhoodon, Hyperodon, Hyperaodon, Hyperoodus, Hyperondon): gr. υπερώα yperōa ‘podniebienie’; οδους odous, οδοντος odontos ‘ząb’[33].
- Anarnak (Anarcus, Ananarcus, Anarnacus, Anarmacus): grenlandzka nazwa Anarnak dla morświnopodobnego ssaka[34]. Gatunek typowy (oznaczenie monotypowe): Anarnak groenlandicus de Lacépède, 1804 (= Balaena ampullata J.R. Forster, 1770).
- Ancylodon: gr. αγκυλος ankulos ‘zakrzywiony’, od αγκος ankos ‘zakręt’; οδους odous, οδοντος odontos ‘ząb’[35]. Gatunek typowy (oznaczenie monotypowe): Monodon spurius Fabricius, 1780 (= Balaena ampullata J.R. Forster, 1770).
- Uranodon: gr. ουρανός ouranos ‘podniebienie’; οδους odous, οδοντος odontos ‘ząb’[36]. Gatunek typowy (oznaczenie monotypowe): Hyperoodon butskopf de Lacépède, 1804 (= Balaena ampullata J.R. Forster, 1770).
- Bidens: łac. bidens, bidentis ‘mający dwa zęby, dwuzębny’, od bi- ‘dwu-, dwój-’, od bis ‘dwukrotny, dwa razy’; dens, dentis ‘ząb’[37]. Gatunek typowy (oznaczenie monotypowe): Delphinus diodon de Lacépède, 1804 (= Balaena ampullata J.R. Forster, 1770).
- Heterodon: gr. ἑτερος heteros ‘inny, różny’; οδους odous, οδοντος odontos „ząb”[38]. Gatunek typowy: Blainville wymienia kilka gatunków – Delphinus bidentatus Bonnaterre, 1789 (= Balaena ampullata J.R. Forster, 1770), Delphinus sowerbensis de Blainville, 1817 (= Physeter bidens Sowerby, 1804), Delphinus densirostris de Blainville, 1817, Delphinus ? edentulus von Schreber, 1792 (= Balaena ampullata J.R. Forster, 1770), Anarnak groenlandicus de Lacépède, 1804 (= Balaena ampullata J.R. Forster, 1770), Delphinus chemnitzianus de Blainville, 1817 (= Balaena ampullata J.R. Forster, 1770), Epiodon urganantus Rafinesque, 1814 (nomen dubium) i Delphinus butskode A.G. Desmarest, 1817 (= Balaena ampullata J.R. Forster, 1770) – nie wskazując gatunku typowego; gatunek typowy (późniejsze oznaczenie) – Delphinus butskode A.G. Desmarest, 1817 (= Balaena ampullata J.R. Forster, 1770).
- Cetodiodon: gr. κητος kētos „wieloryb”; δι- di- ‘podwójny’, od δις dis ‘dwa razy’, od δυο duo ‘dwa’; οδους odous, οδοντος odontos ‘ząb’[39]. Gatunek typowy (oznaczenie monotypowe): Cetodiodon hunteri Jacob, 1825 (= Balaena ampullata J.R. Forster, 1770).
- Anodon: gr. negatywny przedrostek άν an ‘bez’; οδους odous, οδοντος odontos ‘ząb’[40]. Gatunek typowy: Wagler użył tej nazwy jako uzasadnienie zmiany nazwy dla Aodon Lesson, 1828, jednocześnie wymieniając dwa gatunki Hyperoodon butskopf de Lacépède, 1804 (= Balaena ampullata J.R. Forster, 1770) i Delphinus butzkopf Bonnaterre, 1789 (= Balaena ampullata J.R. Forster, 1770); gatunek typowy (późniejsze oznaczenie) – Hyperoodon butskopf de Lacépède, 1804 (= Balaena ampullata J.R. Forster, 1770).
- Nodus: gr. νωδoς nōdos ‘bezzębny’[41]. Gatunek typowy (oznaczenie monotypowe): Delphinus edentulus von Schreber, 1802 (= Balaena ampullata J.R. Forster, 1770).
- Orca: łac. orca ‘rodzaj wieloryba’[42]. Gatunek typowy: Wagler wymienił dwa gatunki – Delphinus bidentatus Bonnaterre, 1789 (= Balaena ampullata J.R. Forster, 1770) i Delphinus desmaresti A. Risso, 1826 (= Ziphius cavirostris F. Cuvier, 1823) – nie wskazując gatunku typowego; gatunek typowy (późniejsze oznaczenie) – Delphinus bidentatus Bonnaterre, 1789 (= Balaena ampullata J.R. Forster, 1770).
- Chaenodelphinus: gr. χην khēn, χηνος khēnos ‘gęś’; δελφις delphis, δελφινος delphinos ‘delfin’[43].
- Chaenocetus (Chenocetus): gr. χην khēn, χηνος khēnos ‘gęś’; κητος kētos ‘wieloryb’[44].
- Lagenocetus (Lagocetus): gr. λαγηνος lagēnos ‘flaszka, butelka’; κητος kētos ‘wieloryb’[45]. Gatunek typowy (oznaczenie monotypowe): Lagenocetus latifrons J.E. Gray, 1863 (= Balaena ampullata J.R. Forster, 1770).
- Euhyperoodon: gr. ευ eu ‘dobry, typowy’[46]; rodzaj Hyperoodon Lacépède, 1804[25]. Gatunek typowy (oznaczenie monotypowe): Hyperoodon rostratum Wesmael, 1841 (= Balaena ampullata J.R. Forster, 1770).
- Frasercetus: Francis Charles Fraser (1903–1978), angielski zoolog specjalizujący się w waleniach; κητος kētos ‘wieloryb’[27]. Gatunek typowy (oryginalne oznaczenie): Hyperoodon planifrons W.H. Flower, 1882.

### Podział systematyczny
Do rodzaju należą następujące gatunki:
| Grafika | Gatunek               | Autor i rok opisu    | Nazwa zwyczajowa     | Podgatunki         | Rozmieszczenie geograficzne | Podstawowe wymiary                | Status IUCN |
| ------- | --------------------- | -------------------- | -------------------- | ------------------ | --- | --------------------------------- | ----------- |
|         | Hyperoodon ampullatus | (J.R. Forster, 1770) | butlogłów północny   | gatunek monotypowy | chłodniejsze wody północnego Oceanu Atlantyckiego na północ do Cieśniny Davisa i Spitsbergenu, na południe do północno-wschodnich Stanów Zjednoczonych, Azorów i Wysp Kanaryjskich, rzadko na południe od Zatoki Biskajskiej | DC: 600–1000 cm MC: 7500–10000 kg | NT          |
|         | Hyperoodon planifrons | W.H. Flower, 1882    | butlogłów południowy | gatunek monotypowy | stosunkowo ciągły zasięg na subantarktycznych i antarktycznych owodach od Ameryki Południowej, Południowej Afryki, południowej Australii i północnej Nowej Zelandii do Antarktydy                                            | DC: 650–750 cm MC: 6000–7500 kg   | LC          |

Kategorie IUCN:  LC  – gatunek najmniejszej troski,  NT  – gatunek bliski zagrożenia.